# Liste der Baudenkmale in Schweringen
In der Liste der Baudenkmale in Schweringen sind alle Baudenkmale der niedersächsischen Gemeinde Schweringen aufgelistet. Die Quelle der  Baudenkmale ist der Denkmalatlas Niedersachsen. Der Stand der Liste ist der 30. Januar 2021.

## Allgemein
In den Spalten befinden sich folgende Informationen:
- Lage: die Adresse des Baudenkmales und die geographischen Koordinaten. Kartenansicht, um Koordinaten zu setzen. In der Kartenansicht sind Baudenkmale ohne Koordinaten mit einem roten Marker dargestellt und können in der Karte gesetzt werden. Baudenkmale ohne Bild sind mit einem blauen Marker gekennzeichnet, Baudenkmale mit Bild mit einem grünen Marker.
- Bezeichnung: Bezeichnung des Baudenkmales
- Beschreibung: die Beschreibung des Baudenkmales. Unter § 3 Abs. 2 NDSchG werden Einzeldenkmale und unter § 3 Abs. 3 NDSchG Gruppen baulicher Anlagen und deren Bestandteile ausgewiesen.
- ID: die Objekt-ID des Baudenkmales
- Bild: ein Bild des Baudenkmales, ggf. zusätzlich mit einem Link zu weiteren Fotos des Baudenkmals im Medienarchiv Wikimedia Commons. Wenn man auf das Kamerasymbol klickt, können Fotos zu Baudenkmalen aus dieser Liste hochgeladen werden:

## Schweringen

### Gruppe: Twachte I
Die Gruppe „Scheunen Twachtstraße I“ hat die ID 31036610. Die Gruppe besteht nur noch aus einer baulichen Anlage (Twachte 16). Die übrigen Gruppenbestandteile, die Scheunen Twachte 12 und Twachte 14, existieren nicht mehr.

| Lage                                   | Bezeichnung | Beschreibung | ID       | Bild |
| -------------------------------------- | ----------- | --- | -------- | ---- |
| Twachte 16 52° 44′ 46″ N, 9° 10′ 42″ O | Scheune     | Scheunen an der Twachte vom Anfang des 19. Jahrhunderts mit Ziegelfachwerk und teilweise mit Lehmstakung, spätesten Teile von 1872 | 31054083 |      |

### Gruppe: Twachte II
Die Gruppe „Scheunen Twachtstraße II“ hat die ID 31036623. 

| Lage                                  | Bezeichnung | Beschreibung                                                           | ID       | Bild |
| ------------------------------------- | ----------- | ---------------------------------------------------------------------- | -------- | ---- |
| Twachte 1 52° 44′ 49″ N, 9° 10′ 48″ O | Scheune     | Scheunen an der Twachte, Ziegelfachwerkhaus vom frühen 19. Jahrhundert | 31053983 |      |
| Twachte 5 52° 44′ 48″ N, 9° 10′ 47″ O | Scheune     | Ziegelfachwerkhaus vom frühen 19. Jahrhundert                          | 31054023 |      |
| Twachte 5 52° 44′ 48″ N, 9° 10′ 48″ O | Scheune     | Ziegelfachwerkhaus vom frühen 19. Jahrhundert                          | 31054003 |      |

### Gruppe:Hofanlage Dorfstraße 9
Die Gruppe „Hofanlage Dorfstraße 9“ hat die ID 31036636. 

| Lage                                     | Bezeichnung              | Beschreibung | ID       | Bild |
| ---------------------------------------- | ------------------------ | --- | -------- | ---- |
| Dorfstraße 9 52° 44′ 46″ N, 9° 11′ 12″ O | Wohn-/Wirtschaftsgebäude | Zur Hofanlage Dorfstraße 9 gehört ein Hallenhaus aus Mitte des 17. Jahrhunderts mit Ziegelfachwerk, Krüppelwalmdach und Reetdeckung | 31053822 |      |
| Dorfstraße 9 52° 44′ 46″ N, 9° 11′ 11″ O | Scheune                  | Scheune aus der ersten Hälfte des 19. Jahrhunderts mit Ziegelfachwerk und Krüppelwalmdach                                           | 31053799 |      |
| Dorfstraße 9 52° 44′ 47″ N, 9° 11′ 12″ O | Backhaus                 | Backhaus aus der ersten Hälfte des 19. Jahrhunderts mit Ziegelfachwerk und Satteldach                                               | 31053776 |      |

### Einzelbaudenkmale
| Lage                                          | Bezeichnung              | Beschreibung | ID       | Bild |
| --------------------------------------------- | ------------------------ | --- | -------- | ---- |
| An der Wietlake 2 52° 44′ 46″ N, 9° 11′ 14″ O | Backhaus                 | eingeschossiger, im Kern im 18. Jahrhundert, im 19. Jahrhundert im Fachwerk verlängerter Fachwerkbau, um 1900 mit Giebeln in Ziegelmauerwerk versehen. Der Wandständerbau befindet sich unter einem Satteldach. | 31057163 |      |
| Andresstraße 2 52° 44′ 54″ N, 9° 11′ 3″ O     | Speicher                 | Der Speicher Andresstraße 2 ist ein Fachwerkspeicher vom Ende des 18. Jahrhunderts mit Satteldach | 31054123 |      |
| Fehrmannstraße 1 52° 44′ 49″ N, 9° 11′ 11″ O  | Scheune                  | Die Scheune Fehrmannstraße 1 ist eine Schweringer Wurthscheune in Fachwerk von 1779 | 35504491 |      |
| Kapellenweg 1 52° 44′ 54″ N, 9° 10′ 56″ O     | Scheune                  | Göpelscheune aus der zweiten Hälfte des 19. Jahrhunderts mit Ziegelfachwerk und Ziegeleindeckung |          |      |
| Kirchstraße 6 52° 44′ 58″ N, 9° 11′ 2″ O      | Kreuzkirche Schweringen  | Ab 1914 massiv mit Ziegeln errichtete Kirche an der Stelle der früheren Kirche; Kriegerdenkmal | 31053866 |      |
| Kirchstraße 9 52° 45′ 0″ N, 9° 10′ 58″ O      | Wohn-/Wirtschaftsgebäude | Das Wohn- und Wirtschaftsgebäude Kirchstraße 9 ist ein Ziegelfachwerkhaus aus der Mitte des 18. Jahrhunderts | 31053906 |      |
| Kirchstraße 9 52° 44′ 58″ N, 9° 10′ 58″ O     | Scheune                  | Scheune des Wohn- und Wirtschaftsgebäude Kirchstraße 9 vom 19. Jahrhunderts mit Lehmfachwerk und Krüppelwalmdach                                                                                                | 31053886 |      |
| Klitzenburg 1 52° 44′ 43″ N, 9° 11′ 11″ O     | Scheune                  | Zu Beginn des 19. Jahrhunderts erbaute Scheune mit Lehmfachwerk (teilweise Ziegel) und Walmdach | 31053943 |      |
| Schleenstraße 5 52° 45′ 2″ N, 9° 10′ 49″ O    | Speicher                 | Der Speicher Schleenstraße 5 ist ein Speicher vom Anfang des 19. Jahrhunderts mit Ziegelfachwerk und Satteldach                                                                                                 | 31053963 |      |
| Weserstraße 2 52° 44′ 52″ N, 9° 10′ 57″ O     | Wohn-/Wirtschaftsgebäude | Zum Wohn- und Wirtschaftsgebäude Weserstraße 2 gehört ein Fachwerkhaus von 1818 mit Steinausfachungen und Krüppelwalmdach.                                                                                      | 31054103 |      |
| Zur alten Eiche 1 52° 44′ 49″ N, 9° 11′ 18″ O | Scheune                  | 1789 erbaute Scheune mit Ziegelfachwerk | 31054143 |      |

### Ehemalige Baudenkmale
| Lage                                      | Bezeichnung                         | Beschreibung | ID | Bild |
| ----------------------------------------- | ----------------------------------- | --- | -- | ---- |
| Kirchstraße 13 52° 45′ 2″ N, 9° 10′ 56″ O | Wohn-/Wirtschaftsgebäude            | Zweiständerbau mit Fachwerk (2004 aus dem Denkmalverzeichnis herausgenommen).                                                                                             |    |      |
| Twachte 12 52° 44′ 47″ N, 9° 10′ 44″ O    | Scheune (Teil der Gruppe Twachte I) | Im frühen 19. Jahrhundert erbaute, traufständige Scheune, die 1872 in massivem Ziegel umgebaut wurde, sonst Ziegelfachwerk mit teilweiser Lehmstakung (2008 abgebrochen). |    |      |
| Twachte 14 52° 44′ 47″ N, 9° 10′ 43″ O    | Scheune (Teil der Gruppe Twachte I) | Im frühen 19. Jahrhundert erbaute, traufständige Scheune, die 1872 in massivem Ziegel umgebaut wurde, sonst Ziegelfachwerk mit teilweiser Lehmstakung (2005 abgebrochen). |    |      |

## Holtrup

### Einzelbaudenkmale
| Lage                                 | Bezeichnung | Beschreibung                                                                  | ID       | Bild           |
| ------------------------------------ | ----------- | ----------------------------------------------------------------------------- | -------- | -------------- |
| Holtrup 8 52° 45′ 20″ N, 9° 9′ 24″ O | Scheune     | Die Scheune Holtrup 8 ist eine Ziegelfachwerkscheune von 1717 mit Satteldach. | 31053740 | Weitere Bilder |